# San Salvador megye (Salvador)
San Salvador Salvador legnagyobb lakosságú és legnagyobb népsűrűségű megyéje. Az ország középső részén terül el. Székhelye az ország fővárosa, San Salvador.

## Földrajz
Az ország középpontjától kissé nyugatra részén elterülő megye nyugaton és délnyugaton La Libertad, északon Chalatenango, keleten Cuscatlán, délkeleten pedig La Paz megyével határos. Cuscatlán és La Paz megyékkel alkotott hármashatárán található az ország legnagyobb tava, az Ilopango-tó.

## Népesség
Ahogy az egész országban, a népesség növekedése San Salvador megyében is gyors. A változásokat szemlélteti az alábbi táblázat:
| Év   | Lakosság  |
| ---- | --------- |
| 1971 | 733 445   |
| 1992 | 1 512 125 |
| 2007 | 1 567 156 |